# Anzaze

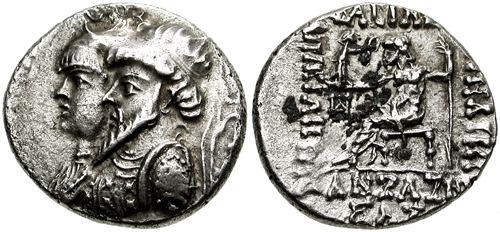
Dracma de e Anzaze

Anzaze era uma rainha de Elimaida (um reino vassalo do Império Parta no que hoje é o Cuzestão). Aparece em moedas junto com o rei Camnascires III (r. 82/1–75 a.C.) e nelas foi chamada βασιλίσσης (o genitivo de rainha, ou seja, βασίλισσα [basílissa]). Além disso, não era comum nas moedas antigas que rei e rainha aparecessem juntos, o que também indica sua posição especial.